# 246842 Dutchstapelbroek
246842 Dutchstapelbroek este un asteroid din centura principală de asteroizi.

## Descriere
246842 Dutchstapelbroek este un asteroid din centura principală de asteroizi. A fost descoperit pe 2 martie 2010 în Statele Unite, în cadrul programului WISE. Asteroidul prezintă o orbită caracterizată de o semiaxă mare de 2,56 ua, o excentricitate de 0,14 și o înclinație de 15,4° în raport cu ecliptica.